# Lalande (cráter)

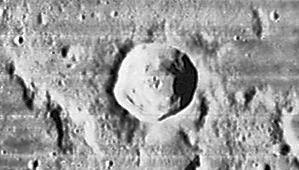
Fotografía de la misión Lunar Orbiter 4

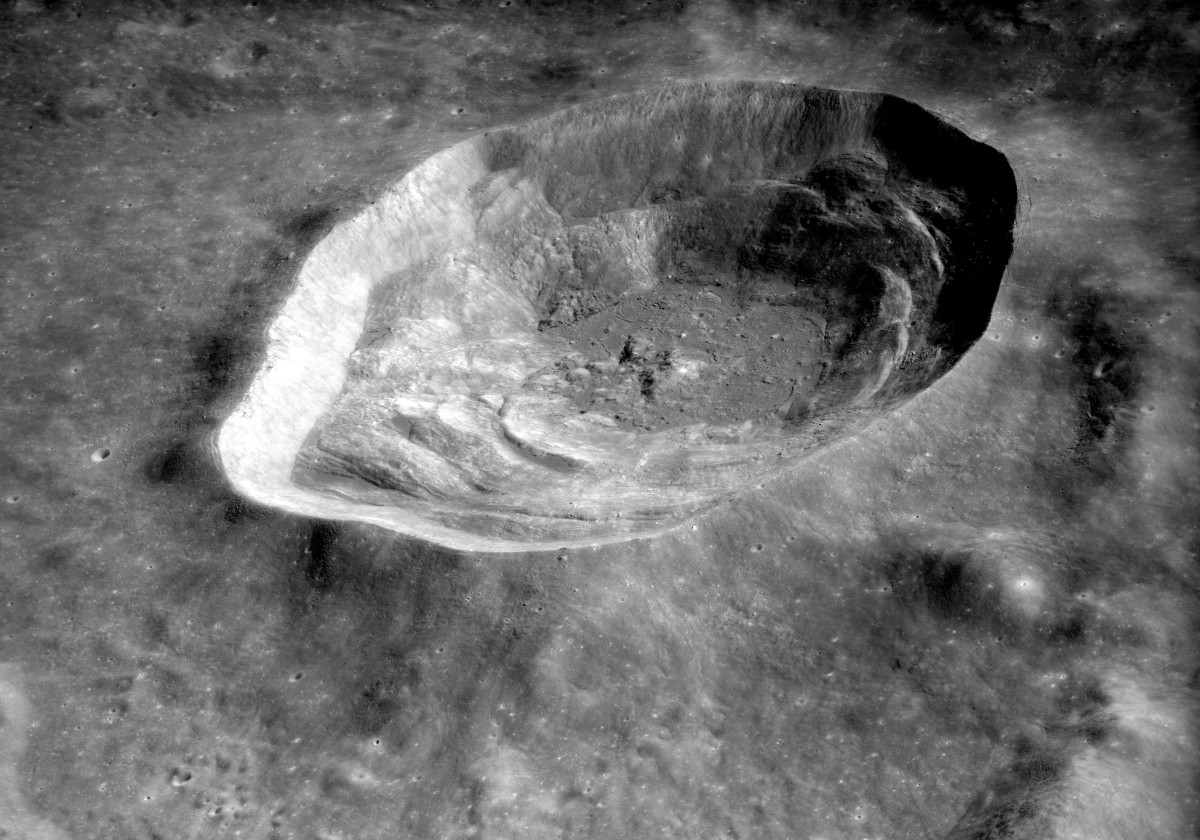
Vista oblicua desde el Apolo 16

Lalande es un cráter de impacto lunar pequeño que se halla en la parte central del lado visible de la Luna, en el borde oriental del Mare Insularum. El cráter está rodeado por un área de materiales eyectados de albedo alto que se extiende en un sistema radial con un radio máximo por encima de 300 kilómetros. La pared interior tiene un sistema de terrazas, y hay una pequeña elevación en el punto central de la plataforma. Este cráter se estima que pudo haberse formado aproximadamente hace unos 2800 millones de años.
|  |

En 2002, fue descubierto un meteorito en el desierto de Omán por Edwin Gnos de la Universidad de Berna. Esta roca, identificada como Sayh al Uhaymir 169, se cree que pudo originarse en la Luna, expulsado de la superficie durante un impacto ocurrido hace unos 340.000 años. Los científicos ahora creen que la roca procede del manto que rodea Lalande.

## Cráteres satélite
Por convención estos elementos son identificados en los mapas lunares poniendo la letra en el lado del punto medio del cráter que está más cercano a Lalande.
|         | \| Lalande \| Coordenadas \| Diámetro \| \| ------- \| ---------------------------- \| -------- \| \| A \| 6°36′S 9°48′O / -6.6, -9.8 \| 13 km \| \| B \| 3°06′S 9°00′O / -3.1, -9.0 \| 8 km \| \| C \| 5°36′S 6°54′O / -5.6, -6.9 \| 11 km \| \| D \| 6°06′S 7°30′O / -6.1, -7.5 \| 8 km \| \| E \| 3°24′S 10°42′O / -3.4, -10.7 \| 4 km \| \| F \| 2°36′S 10°00′O / -2.6, -10.0 \| 3 km \| \| G \| 6°12′S 7°54′O / -6.2, -7.9 \| 5 km \| \| N \| 5°36′S 5°42′O / -5.6, -5.7 \| 6 km \| \| R \| 4°42′S 7°00′O / -4.7, -7.0 \| 24 km \| \| T \| 5°12′S 7°30′O / -5.2, -7.5 \| 4 km \| \| U \| 3°12′S 8°06′O / -3.2, -8.1 \| 4 km \| \| W \| 6°30′S 5°36′O / -6.5, -5.6 \| 11 km \| |          |
| Lalande | Coordenadas | Diámetro |
| A       | 6°36′S 9°48′O / -6.6, -9.8 | 13 km    |
| B       | 3°06′S 9°00′O / -3.1, -9.0 | 8 km     |
| C       | 5°36′S 6°54′O / -5.6, -6.9 | 11 km    |
| D       | 6°06′S 7°30′O / -6.1, -7.5 | 8 km     |
| E       | 3°24′S 10°42′O / -3.4, -10.7 | 4 km     |
| F       | 2°36′S 10°00′O / -2.6, -10.0 | 3 km     |
| G       | 6°12′S 7°54′O / -6.2, -7.9 | 5 km     |
| N       | 5°36′S 5°42′O / -5.6, -5.7 | 6 km     |
| R       | 4°42′S 7°00′O / -4.7, -7.0 | 24 km    |
| T       | 5°12′S 7°30′O / -5.2, -7.5 | 4 km     |
| U       | 3°12′S 8°06′O / -3.2, -8.1 | 4 km     |
| W       | 6°30′S 5°36′O / -6.5, -5.6 | 11 km    |